# Isorineloricaria spinosissima
Isorineloricaria spinosissima är en fiskart som först beskrevs av Steindachner, 1880.  Isorineloricaria spinosissima ingår i släktet Isorineloricaria och familjen Loricariidae. Inga underarter finns listade i Catalogue of Life.